# Голова-машина
«Голова-машина» (англ. «Machine Head») — независимый фильм ужасов о подростке, который создаёт зомби как научный проект.

## Сюжет
Фильм об одном студенте, скромном и немногословным, непонятым и недооценённым окружающими, который просто помешан на теории с участием двигателя внутреннего сгорания и компьютерах. Как всегда, новый учебный год, а впереди ежегодная научная конференция, и Макс готовит совершенно новый проект, который в одночасье докажет всем, что он круче других. Идея заключается в оживлении человеческого трупа. И ему это удаётся, на удивление самому себе, причём совершенно невероятным способом, с помощью прибитого к голове двигателя от газонокосилки и нескольких сильных электрических разрядов по человеческому трупу. «Ключом зажигания» выступил нос, дёргая за привязанную верёвку к которому юный доктор Франкенштейн оживляет «мертвечину».

## О фильме
«Голова-машина» представляет собой очередную вариацию на тему Франкенштейна, которая компенсирует низкий бюджет отличной игрой главного героя, зомби в исполнении Ричарда Каудена.
Ввиду малой известности фильма тяжело установить точную дату его выпуска: так, согласно IMDb «ограниченный релиз» состоялся ещё в 2000 году, а ещё один — в 2004 году. В то же время, в заключительных титрах фильма указан 2002 год.
По мнению критиков, большая часть действий главного героя сбивает с толку. Само оживление главного героя, головной мозг которого предположительно повреждён, с помощью прибитого к голове двигателя выглядит невероятным. Как только двигатель перестаёт работать, герой вновь умирает, но продолжает некоторое время функционировать даже с выключенным двигателем. В то же время, сцена, в которой зомби вынужден заправлять двигатель, в котором закончилось топливо, преодолевая собственный паралич, представляет собой отличный пример представления одного актёра.

## В ролях
| Актёр            | Роль              |
| ---------------- | ----------------- |
| Джессика Бэртс   | маленькая девочка |
| Джинджер Бланшет | начальник Браун   |
| Рич Кауден       | голова машины     |
| Крис Джордж      | мистер Бэк        |
| Стефани Кампф    | потерпевшая       |
| Пэт Келли        | вдова             |
| Тэмми Крамер     | репортёр          |
| Элизабет Миллер  | студентка         |